# アストラ (航空宇宙企業)
アストラ (Astra) は、アメリカのカリフォルニア州アラメダを拠点とする航空宇宙企業である。2016年10月にクリス・ケンプとアダム・ロンドンにより設立された。以前は「ステルススペースカンパニー」とも報じられていたが、ブルームバーグのアシュリー・バンスの記事の中で初めて Astra Space, Inc の社名が明らかにされた。
小型ロケットの開発を行っており、打ち上げ成功前の2021年にSPACによるNASDAQ上場を行い、株価が1株15ドル、時価総額21億ドル以上に達するなど注目を集めた。しかし、その後のロケット3の相次ぐ失敗により経営危機に陥り、2024年には破産を避けるため、創業者により全株式が1株0.5ドルで買い取られ、上場廃止されている。

## ロケット
2021年11月20日6時16分、アストラは初めて衛星軌道へのロケット打ち上げに成功した。このロケットは「ロケット3.3」(LV0007) と呼ばれるもので、アメリカ国防総省のデモ用ペイロードを搭載してコディアック打上げ基地 (PSCA) から打ち上げられた。「ロケット3」はこの打ち上げ成功にたどり着くまでに、何度か打ち上げ失敗を経験している。アストラの株価は初の打ち上げ成功後に42%急上昇した。ロケット3は累計8回の打ち上げが試みられ、うち2回のみ打ち上げに成功している。打ち上げ失敗以外では、2020年3月23日にリハーサル中に機体を失う事故を起こしている。打ち上げ失敗から復帰しないまま、2022年8月にロケット3の運用終了が発表された。
それ以前の最初の「ロケット1.0」と「ロケット2.0」は、ペイロードを載せない試験用の機体であったが、これらの機体はいずれも打ち上げに失敗した。アストラは「ロケット3」の3機目でも宇宙空間に到達したが、その際は燃料と酸化剤の混合比の誤りにより、上段を軌道に投入することができなかった。しかしミッションの目的は達したとして、4機目の打ち上げでは商用ペイロードを搭載することを決めた。だが4機目となる2021年8月28日の「ロケット3.3」 (LV0006) の打ち上げも、アメリカ宇宙軍のペイロードを搭載したものの、打ち上げ1秒後にエンジンの1基が故障、高度50kmまで到達するも宇宙には届かなかった。
将来のロケットとしては、「ロケット3」の改良版である「ロケット4」と、「ロケット3」のサブオービタル二地点間輸送用の派生版である「ロケット5」を開発中としている。しかし2023年8月、アストラは従業員の4分の1をレイオフすると共に、ロケット部門の従業員を衛星部門に配置転換することを発表した。

## 衛星バス
アストラは、顧客のペイロードのための衛星バスの開発も行っている。最初の試験機は2022年にロケット3で打ち上げることが計画されており、顧客への提供は2023年を予定している。